# Gnoza
Gnoza (stgr. γνῶσις gnosis „poznanie, wiedza”) – forma świadomości religijnej podkreślająca wartość wiedzy jako narzędzia (samo)zbawienia. Mitologia gnostycka przedstawia człowieka jako pogrążonego we śnie – obudzenie z niego to poznanie prawdy o swoim duchowym powołaniu.
Zasadniczą cechą światopoglądu gnostycznego (różnych proweniencji) jest przekonanie o upadku Ducha i uwięzieniu w świecie.
W gnozie monistycznej świat – rozumiany jako byt materialny, ów padół zła i cierpienia, w którym przyszło człowiekowi żyć – jest ostatnią, najniższą emanacją Boga (bytu doskonałego). Zło, rozpad i śmierć zaistniały w wyniku pierwotnego boskiego upadku. Człowiek, istota obdarzona iskrą ducha, obarczony jest odpowiedzialnością naprawy tego błędu. Zadaniem oświeconego na ścieżce gnozy jest uwalnianie iskier Ducha i oddawanie ich Bogu.
W przeciwieństwie do gnozy monistycznej, gdzie za zło i niedoskonały świat odpowiedzialny jest Jedyny Bóg, w dualistycznej gnozie Maniego świat jest polem walki dwóch niestworzonych antagonistycznych wobec siebie sił światła i ciemności (irański Ahura Mazda i Aryman).

## Nurty gnostycyzmu
Terminem tym najczęściej określa się ruchy religijne późnego antyku (doba hellenizmu) i wczesnego średniowiecza. Wśród nich wyróżnić można dwa główne nurty: gnozę monistyczną (syryjsko-egipską), której szczytowe osiągnięcie stanowi chrześcijański walentynianizm, oraz dualistyczną gnozę typu irańskiego – manicheizm.
Do gnozy odwoływali się m.in.: bogomili i katarzy. Gnostykami byli: Szymon Mag, Marcjon, Walentyn Egipcjanin, Bazylides, Herakleon, Ptolemeusz, Markos i Teodor. Najbardziej znanym współczesnym polskim gnostykiem był Jerzy Prokopiuk. Polskim artystą, który inspirował się w swoich pracach gnozą, był Marek Kijewski. Gnostycyzm manifestował się także w różnorodnych wspólnotach wyznawców rozproszonych w Palestynie, Syrii, Azji Mniejszej, Egipcie, Italii i na innych obszarach nad Morzem Śródziemnym. W II wieku istniała również gnoza pogańska, o czym świadczy traktat Poimandres ze zbioru Corpus Hermeticum.
Jedną ze współczesnych form gnozy jest antropozofia Rudolfa Steinera. Jako szkoła gnostyczna definiuje się także Lectorium Rosicrucianum – Międzynarodowa Szkoła Złotego Różokrzyża. O gnozie i rewolucji gnostyckiej pisze także autor książki „Nowa nauka polityki” Eric Voegelin.